# رادیو سرنا
رادیو سرنا یک رادیو اینترنتی فارسی‌زبان است که فعالیت خود را از فرودین ۱۳۹۴آغاز کرد. فعالیت اصلی این رسانه تولید پادکست‌های صوتی، انواع موسیقی، اخبار حوزه‌های فرهنگی و هنری و سرویس‌های مربوط به این حوزه می‌باشد. شرکت تبلیغاتی فراهنگ حامی اصلی رادیو سرنا است. رادیو سرنا در اسفند ۱۳۹۵ موفق شد برای دومین سال پیاپی جایزه بهترین رادیو اینترنتی را از جشنواره وب ایران کسب نماید.

## جوایز
- برنده جایزه بهترین رادیوی اینترنتی از جشنواره وب ایران، اسفند ۱۳۹۴[۴]
- برنده جایزه بهترین رادیوی اینترنتی از جشنواره وب ایران، اسفند ۱۳۹۵[۵]